# Wiktor Pawłowicz
Wiktor Aleksander Pawłowicz (ur. 6 stycznia 1893 w Oltu, zm. 2 grudnia 1961 w Manchester) – major dyplomowany piechoty Wojska Polskiego, działacz niepodległościowy, kawaler Orderu Virtuti Militari.

## Życiorys
Urodził się 6 stycznia 1893 w Oltu, ówczesnym mieście okręgowym obwodu karskiego, w rodzinie Aleksandra i Marii z Nawlickich. Uczył się kolejno w gimnazjum państwowym w Tyflisie, Wilnie i Wiłkomierzu.
W 1912 wstąpił do Wileńskiej Szkoły Wojskowej. 1 października 1914 został mianowany podporucznikiem. W szeregach armii rosyjskiej walczył w czasie I wojny światowej. W listopadzie 1917 wstąpił do I Korpusu Polskiego w Rosji, a jesienią 1918 do 5 Dywizji Strzelców Polskich. Walczył przeciwko bolszewikom w szeregach 3 pułku strzelców polskich. 5 października 1919 „przyczynił się w wysokim stopniu do odniesionego zwycięstwa” w boju pod wsią Lenki na Syberii. 28 kwietnia 1922 major Franciszek Dindorf-Ankowicz we wniosku na odznaczenie Orderem Virtuti Militari napisał: „w chwilach krytycznych bowiem, w jakich znajdowała się ze wszech stron otoczona grupa 3 pułku strzelców polskich, niejednokrotnie rozstrzygał niebezpieczną sytuację przenosząc rozkazy dowódcy pułku i podtrzymując osobistą interwencją żołnierzy do wytrwania przeciw wściekłym atakom wroga. Kilkakroć, nie zważając na huraganowy ogień dział, samorzutnie niwecząc groźne zamiary wroga. Dzięki tej jego osobistej zapobiegliwości w chwilach największego chaosu i zamętu bojowego udało się przetrzymać najgorętsze chwile krytycznego boju”.
Po kapitulacji Dywizji Syberyjskiej uniknął niewoli i wrócił do Polski, gdzie wstąpił do 1 pułku syberyjskiego, późniejszego 82 pułku piechoty. W szeregach tego oddziału walczył w Bitwie Warszawskiej. Po zakończeniu działań wojennych pozostał w wojsku jako oficer zawodowy i kontynuował służbę w 82 pp w garnizonie Brześć. 3 maja 1922 został zweryfikowany w stopniu kapitana ze starszeństwem od 1 czerwca 1919 i 421. lokatą w korpusie oficerów piechoty. W 1923 pełnił obowiązki komendanta kadry batalionu zapasowego 82 pp. 31 marca 1924 prezydent RP nadał mu stopień majora ze starszeństwem z dnia 1 lipca 1923 i 119. lokatą w korpusie oficerów piechoty. Z dniem 1 listopada 1924 został przydzielony do Wyższej Szkoły Wojennej w Warszawie, w charakterze słuchacza Kursu 1924–1926. Z dniem 11 października 1926, po ukończeniu kursu i otrzymaniu dyplomu naukowego oficera Sztabu Generalnego, został przydzielony do Dowództwa Okręgu Korpusu Nr IX w Brześciu. 23 grudnia 1927 został przeniesiony do kadry oficerów piechoty z pozostawieniem na dotychczas zajmowanym stanowisku w DOK IX. Z dniem 1 czerwca 1928 został przeniesiony służbowo do Dowództwa Okręgu Korpusu Nr VIII w Toruniu na stanowisko zastępcy szefa sztabu. W kwietniu 1929 został przeniesiony służbowo do 15 Dywizji Piechoty w Bydgoszczy na stanowisko szefa sztabu. W marcu 1931 został przeniesiony do 24 pułku piechoty w Łucku na stanowisko dowódcy II batalionu. W kwietniu 1934 został przeniesiony na stanowisko komendanta Powiatowej Komendy Uzupełnień Gdynia. 1 września 1938 kierowana przez niego jednostka została przemianowana na Komendę Rejonu Uzupełnień Gdynia, a zajmowane przez niego stanowisko otrzymało nazwę „komendant rejonu uzupełnień”.
W czasie kampanii wrześniowej dostał się do niewoli niemieckiej i przebywał w Oflagu X A Sandbostel (numer jeniecki „363”).
Zmarł 2 grudnia 1961 i został pochowany na cmentarzu Południowym w Manchester.
Był żonaty z Jadwigą z Zaścińskich, z którą miał syna Aleksandra (1917–1991), majora dyplomowanego.

## Ordery i odznaczenia
- Krzyż Srebrny Orderu Wojskowego Virtuti Militari nr 7707 – 22 czerwca 1922[22][2][23]
- Krzyż Walecznych dwukrotnie[2][24]
- Medal Niepodległości – 2 sierpnia 1931 „za pracę w dziele odzyskania niepodległości”[25][26][27]
- Medal Pamiątkowy za Wojnę 1918–1921[2]
- Medal Dziesięciolecia Odzyskanej Niepodległości[2]
- Medal Zwycięstwa[2][28]